# 方祖蔭
方祖蔭（？—？），字樾庭，又字作亭，號慶堂，安徽省安慶府桐城縣（今屬安慶市桐城市）人，清朝政治人物。

## 生平
監生出身。光緒十一年（1885年）十一月，以臺灣府埔裏社廳通判署理臺北府新竹縣知縣，兼任苗栗縣知縣。陞臺北府基隆廳撫民理番同知。十七年（1891年）擢臺南府知府，加三品銜。管轄約今台灣南部之嘉義市全境，以及嘉義縣、台南市及高雄縣西部沿海平原區域（建省前之台灣縣區域）。該區域面積約為4500平方公里，也是清治臺灣之漢人主要集中地所在之一。
1895年，福建台灣省遭清朝割讓予日本，在台士紳籌組台灣民主國，他則擔任基隆廳同知，調兵抵抗日軍。不過因為廣勇潰散，他退入台北，不知所終。

## 相關文物
| 名稱           | 圖片 | 年代               | 所在地              | 備註 |
| -------------- | ---- | ------------------ | ------------------- | ---- |
| 「佛力婆心」匾 |      | 光緒六年（1880年） | 臺南市北區 大觀音亭 |      |